# Episodi di New York New York (quinta stagione)
La quinta stagione della serie televisiva New York New York è andata in onda negli Stati Uniti dal 30 settembre 1985 al 26 maggio 1986 sulla rete CBS. 
| nº | Titolo originale         | Titolo italiano        | Prima TV USA      | Prima TV Italia |
| -- | ------------------------ | ---------------------- | ----------------- | --------------- |
| 1  | On the Street            | Con tanto odio         | 30 settembre 1985 |                 |
| 2  | Ordinary hero            | Un eroe normale        | 7 ottobre 1985    |                 |
| 3  | The psychic              | La medium              | 21 ottobre 1985   |                 |
| 4  | Lottery                  | Lotteria               | 28 ottobre 1985   |                 |
| 5  | Entrapment               | La trappola            | 4 novembre 1985   |                 |
| 6  | The clinic               | La clinica             | 11 novembre 1985  |                 |
| 7  | Mothers & sons           | Amore pericoloso       | 25 novembre 1985  |                 |
| 8  | Filial Duty              | Dovere filiale         | 2 dicembre 1985   |                 |
| 9  | Old Ghosts               | Vecchi fantasmi        | 9 dicembre 1985   |                 |
| 10 | Power                    | La poltrona del capo   | 16 dicembre 1985  |                 |
| 11 | Play It Again, Santa     | Meglio tardi che mai   | 23 dicembre 1985  |                 |
| 12 | The rapist               | Cosa nasconde Jones    | 6 gennaio 1986    |                 |
| 13 | Act of conscience        | Un caso di coscienza   | 13 gennaio 1986   |                 |
| 14 | DWI                      | Stato di ubriachezza   | 20 gennaio 1986   |                 |
| 15 | The gimp                 | Un caso di cuore       | 27 gennaio 1986   |                 |
| 16 | Family connections       | Legami familiari       | 10 febbraio 1986  |                 |
| 17 | Post partum              | Il ritorno del padre   | 17 febbraio 1986  |                 |
| 18 | The man who shot Trotsky | L'informatore          | 3 marzo 1986      |                 |
| 19 | Exit stage center        | Un misterioso suicidio | 10 marzo 1986     |                 |
| 20 | Capitalism               | Capitalismo            | 7 aprile 1986     |                 |
| 21 | Extradition              | Missione in California | 5 maggio 1986     |                 |
| 22 | A Safe Place             | Pericolo nucleare      | 12 maggio 1986    |                 |
| 23 | Model Citizen            | Un cittadino modello   | 25 maggio 1986    |                 |
| 22 | Parting Shots            | Tiro al bersaglio      | 26 maggio 1986    |                 |

## Con tanto odio
- Titolo originale: On the Street
- Diretto da: Alexander Singer
- Scritto da: Cynthia Darnell

### Trama
"Ma che razza di individuo è uno che sfrutta una ragazzina e poi la maltratta!"
Chris e Mary Beth, quest'ultima in dolce attesa, sono alle prese con un'adolescente che si prostituisce, decisa ad allontanarsi dai privilegi della sua ricca famiglia. Le due poliziotte provano a convincerla a denunciare il suo protettore che l'ha picchiata con violenza, ma il compito si rivela più arduo del previsto.

## Un eroe normale
- Titolo originale: Ordinary hero
- Diretto da: Reza Badiyi
- Scritto da: Robert Eisele

### Trama
"Eduardo Carrena merita un riconoscimento per quello che ha fatto. Ci ha aiutato a prendere un assassino e ha rischiato la vita per farlo!"
Eduardo Carrena, su proposta di Mary Beth, riceve una medaglia d'oro al valor civile, per avere aiutato la polizia ad arrestare un uomo che aveva scippato ed accoltellato una anziana signora, causandone la morte. Quando però l'immigrazione scopre che Eduardo è un immigrato cileno clandestino, lo ferma, pronta a rispedirlo in Cile al termine del processo in cui deve testimoniare. Mary Beth vive con un forte senso di colpa la sfortunata situazione in cui si ritrova Eduardo e, con la collaborazione non proprio convinta di Chris, fa di tutto per aiutarlo.

## La medium
- Titolo originale: The psychic
- Diretto da: Ray Danton
- Scritto da: Debra Frank e Scott Rubenstein

### Trama
"Metti che la troviamo, tutti diranno che la medium aveva ragione. Se invece non la troviamo diranno: quelle sono due stupide!"
Howard Tanner fa una scenata nell'ufficio di Samuels evidenziando l'inefficienza della polizia nella ricerca della moglie, scomparsa ormai da quasi un mese. Chris e Mary Beth, incaricate delle indagini, pensano ad una fuga della donna, ma l'ipotesi è scartata con fermezza da Tanner, considerati gli ottimi rapporti che ha con la moglie. Tanner si è perciò rivolto alla celebre medium Michelle Zal, disposta a fornire la propria collaborazione alla polizia. Cagney e Lacey all'inizio sono piuttosto scettiche e diffidenti, ma quando alcune segnalazioni della sensitiva trovano riscontro nei fatti, sono costrette a ricredersi. Isbecki e Petrie devono invece indagare su un misterioso ladro che ruba da negozi specializzati cimeli e abiti dedicati o appartenuti a Elvis Presley.

## Lotteria
- Titolo originale: Lottery
- Diretto da: James Frawley
- Scritto da: Steve Johnson

### Trama
"E questo doveva essere un caso rapido!"
Chris e Mary Beth devono cercare di scoprire se siano stati contraffatti i biglietti vincenti di una lotteria, dal momento che due persone, in possesso dello stesso biglietto, si sono presentate a riscuotere la vincita da 2 milioni di dollari. Il caso, all'apparenza di routine, si rivela più complesso del previsto. Al distretto arriva un nuovo giovane agente Jonah Newman che ha subito un battibecco piuttosto acceso con Cagney. Mary Beth e Harvey si preparano, preoccupati, ad affrontare un controllo fiscale, ma il colloquio con l'ispettore delle tasse riserverà loro positive ed inaspettate sorprese. Isbecki invece è pronto a partecipare ad una mostra canina nella convinzione di trovare qualche giovane fanciulla da conquistare.

## La trappola
- Titolo originale: Entrapment
- Diretto da: Al Waxman
- Scritto da: Steve Johnson

### Trama
"Ho la possibilità di incastrarlo e non me la lascerò scappare!"
Chris e Mary Beth, in collaborazione con Petrie e Isbecki, lavorano sotto copertura per la narcotici per incastrare lo spacciatore Bruce Mansfield. Durante la trattativa, però, Chris commette un errore che potrebbe compromettere l'intera operazione. L'unica alternativa per incastrare Mansfield è non scrivere la verità nel rapporto. Questo porta ad uno scontro aperto tra Chris e Mary Beth, assolutamente contraria all'idea di spergiurare davanti al Gran Giurì. Petrie ha problemi sia a casa con la moglie Claudia sia con il collega Isbecki, tanto da chiedere a Samuels un nuovo partner.

## La clinica
- Titolo originale: The clinic
- Diretto da: Alexander Singer
- Scritto da: Judy Merl e Paul Eric Myers

### Trama
"Il dovere della polizia è proteggere degli innocenti e che cosa c'è di più innocente di un bambino che viene ammazzato da quei criminali?"
Chris e Mary Beth devono indagare su una bomba fatta esplodere in una clinica che pratica aborti. Le ricerche si concentrano all'interno di un'organizzazione che protestava davanti alla clinica. L'indagine mette Chris e Mary Beth a confronto sulle diverse posizioni che hanno riguardo all'interruzione di gravidanza. Samuels scopre che suo figlio David si è sposato con una vietnamita di 6 anni più vecchia di lui e cerca di ricostruire un rapporto da troppo tempo spezzato.

## Amore pericoloso
- Titolo originale: Mothers & sons
- Diretto da: Ray Danton
- Scritto da: Frank South

### Trama
"La macchina della giustizia ha colpito ancora: per l'ennesima volta un criminale a piede libero."
Grazie alla testimonianza della madre che gli offre un alibi di ferro, il giovane Toby Carruthers, arrestato per rapina mesi prima da Cagney e Lacey, viene rilasciato. Qualche giorno dopo, si presenta al distretto il padre di Toby il quale è molto preoccupato per come si è risolto il processo e teme che, rimesso in libertà, il figlio possa commettere nuovi crimini. Mary Beth deve affrontare anche problemi a casa. Il figlio maggiore Harvey jr. è stato denunciato per aver lanciato con un amico dei mattoni contro la vetrata di un negozio, causando diversi danni. Mentre il padre prende subito le difese del figlio, credendo alla sua innocenza, Mary Beth teme che Harvey jr. possa essere effettivamente colpevole e decide di approfondire le indagini.

## Dovere filiale
- Titolo originale: Filial duty
- Diretto da: Sharron Miller
- Scritto da: Richard Gollance

### Trama
"Suo padre potrebbe arrivare al punto di non essere più in grado di badare a sé stesso."
Cagney e Lacey devono indagare sulla morte di un'anziana signora, trovata nel suo appartamento strangolata, con un cavo elettrico intorno al collo. Inizialmente si pensa che il colpevole sia un ladro su cui sta indagando da tempo Newman, ma poi le due poliziotte capiscono che la verità vada cercata all'interno della famiglia. Chris deve fare i conti anche con il ricovero improvviso in ospedale del padre Charlie, il cui alcolismo potrebbe portarlo in breve tempo a non essere più in grado di badare a sé stesso. Mary Beth, sconvolta dal caso in cui è impegnata, inizia a pensare che forse è giunto il momento di fare una scelta per non compromettere la sua gravidanza.

## Vecchi fantasmi
- Titolo originale: Old Ghosts
- Diretto da: Georg Stanford Brown
- Scritto da: Georgia Jeffries

## La poltrona del capo
- Titolo originale: Power
- Diretto da: James Frawley
- Scritto da: Patricia Green

## Meglio tardi che mai
- Titolo originale: Play It Again, Santa
- Diretto da: Charlotte Brown
- Scritto da: Judy Merl e Paul Eric Myers

## Cosa nasconde Jones
- Titolo originale: The rapist
- Diretto da: James Frawley
- Scritto da: Judy Merl e Paul Eric Myers

### Trama
"Modestia a parte, io sono efficiente, molto ben organizzata e veloce a scrivere i rapporti."
La giovante agente di polizia Sara Jones chiede a Chris, di cui è grande ammiratrice fin dai tempi dell'accademia, di collaborare con lei e di essere messa alla prova per 90 giorni, vista l'assenza per maternità della collega Lacey. Ottenuto il permesso da Samuels, Chris accetta l'aiuto dell'ambiziosa Sara che si dimostra fin da subito molto efficiente e preparata, anche nel respingere le avances di Isbecki. Ben presto Sara chiede Chris di poterla seguire in azione. Il monotono lavoro di scrivania le sta infatti stretto. Chris si fa allora affiancare da lei nelle indagini su uno stupratore seriale. Sara rivela grande intuito ma Chris inizia a rendersi conto che il suo forte coinvolgimento nel caso ha radici profonde in un evento drammatico e doloroso che l'ha vista coinvolta qualche tempo prima e che potrebbe avere conseguenze pericolose sulla giovane agente. Mary Beth, su pressione di Chris, deve tenere un discorso davanti al corpo di polizia sui diritti delle agenti di polizia in maternità.

## Un caso di coscienza
- Titolo originale: Act of conscience
- Diretto da: Jan Eliasberg
- Scritto da: Frederick Rappaport

### Trama
"Il tuo senso del dovere e la tua professionalità devono superare ogni rancore personale."
Un nuovo agente viene assegnato al distretto ed affiancato a Chris. Si tratta di Patrick Lowell malvisto dai colleghi perché in passato aveva denunciato dei poliziotti che incassavano tangenti, uno dei quali, a seguito delle indagini nei suoi confronti, si era suicidato. Chris fatica ad accettare il nuovo partner, soprattutto quando deve rinunciare al caso della rapina da quattro milioni di dollari a un furgone blindato, perché Samuels la incarica di seguire con Lowell alcuni furti agli sportelli bancomat di Wall Street. Chris ritiene assai discutibile il comportamento del collega che ha dato in pasto alla stampa le sue denunce finendo in Tv e guadagnandosi una medaglia sul petto. Mary Beth però le fa presente che, in fondo, Lowell non si è comportato in modo molto diverso da lei quando denunciò il capitano Hennessey per molestie. Nel corso delle indagini Chris imparerà ad apprezzare Lowell e a capire i motivi del suo agire.

## Stato di ubriachezza
- Titolo originale: DWI
- Diretto da: Al Waxman
- Scritto da: Les Carter e Susan Sisko

### Trama
"Possono accadere tante cose a un bambino in questa città e il più delle volte non posso farci niente. Ma posso impedire a un ubriaco di guidare. O almeno ci provo."
Un ragazzino viene investito da un'auto pirata che poi fugge via. Il guidatore, poco dopo, si costituisce ma grazie al patteggiamento, il suo reato viene derubricato a cattiva condotta. Mary Beth, che ha assistito all'incidente dalla finestra di casa, prende a cuore il caso, anche perché la vittima è un suo vicino di casa, e chiede a Chris di fare in modo che il colpevole paghi per quello che ha fatto, considerati peraltro i suoi precedenti (già più volte, infatti, è stato fermato per guida in stato di ubriachezza). Chris ottiene una proroga di tre giorni dal pubblico ministero, a condizione che trovi un testimone che confermi che l'automobilista era già ubriaco al momento dell'incidente. Nelle sue indagini è assistita da Harvey che si diverte a fare il poliziotto di riserva. I due riescono a risalire a Rita Quintero, ma la donna non ha alcuna intenzione di deporre: è sposata e l'uomo che guidava l'auto era il suo amante. L'indagine porta altresì Chris a confrontarsi con il suo debole per la bottiglia.

## Un caso di cuore
- Titolo originale: The gimp
- Diretto da: Sharron Miller
- Scritto da: Cynthia Darnell e Norman Chandler Fox

### Trama
"Che cosa potrei dirgli? Vorrei stare con te, sul serio, Ted. Non so se ne avrò il coraggio."
Ted Peters, disabile su una sedia a rotelle, chiede informazioni a Chris sugli sviluppi delle indagini relative ad un aggressore seriale di disabili. Chris liquida Peters con sufficienza e viene ripresa dall'ispettore Knelman, su suggerimento del quale accetta la collaborazione e l'aiuto di Peters. Quando Chris decide di fingersi su una sedia a rotelle per incastrare il criminale, Ted le insegna come muoversi e offre il suo appartamento come copertura. Tra i due, inaspettatamente, nasce del tenero.

## Legami familiari
- Titolo originale: Family connections
- Diretto da: James Frawley
- Scritto da: Georgia Jeffries

### Trama
"Mia figlia deve avere un nome da portare sempre con orgoglio!"
Chris da una settimana è al lavoro con Isbecki, orfano di Petrie in vacanza, per smascherare un giro di scommesse clandestine, ma è già sull'orlo di un esaurimento nervoso. Per di più scopre che il padre frequenta una donna esuberante, ex soubrette, con cui ha ritrovato la gioia di vivere. Mary Beth, prossima al parto, è preoccupata per il figlio maggiore Harvey jr. in partenza con la scuola per una vacanza sulla neve: teme infatti che sia giunto per lui il momento del gran passo con l'altro sesso e chiede al marito Harvey di fargli un discorsino. Rimasta sola a casa al momento delle contrazioni, Mary Beth chiama Chris per accompagnarla all'ospedale. Il viaggio è piuttosto avventuroso anche perché Chris è assai più nervosa della collega, ma alla fine Mary Beth riesce a raggiungere il reparto maternità e dare alla luce la piccola Alice Christine Lacey.

## Il ritorno del padre
- Titolo originale: Post partum
- Diretto da: Georg Stanford Brown
- Scritto da: Liz Coe e Steve Brown

### Trama
"Perché almeno non cerchi di capire per quale ragione se ne è andato?"
Chris, su pressione di David, deve aiutare il giovane cadetto di West Point Andrew Brennan, trovato in una camera d'albergo con addosso della cocaina. Nonostante rischi l'espulsione, il ragazzo, nipote di un militare molto rigido e assai orgoglioso di lui, rifiuta di collaborare. Nel suo sangue non sono state trovate tracce di droga. Parlando con alcuni compagni di Andrew, Chris capisce che il ragazzo non era da solo nella stanza d'albergo, ma per un assurdo senso di cavalleria non ha alcuna intenzione di rivelare il nome della ragazza. Chris però è decisa a provare la sua innocenza. Il padre di Mary Beth si rifà vivo dopo trenta anni. Mary Beth non vuole vederlo né tanto meno perdonarlo, per lei si tratta infatti di una dolorosa pagina del passato definitivamente chiusa. Le insistenze di Harvey e Chris aumentano il suo nervosismo di fronte a un uomo che, senza motivo, ha abbandonato lei e sua madre. Solo un colloquio con il figlio Michael spinge Mary Beth ad andare a trovare il padre all'hotel in cui alloggia prima che riparta.

## L'informatore
- Titolo originale: The man who shot Trotsky
- Diretto da: Alexander Singer
- Scritto da: Kathryn Ford e Peter Lefcourt

### Trama
"Quello ha procurato guai a tutte e due, perché vuoi cercartene ancora?"
Chris vuole a tutti i costi incastrare il grosso spacciatore di droga Bruce Mansfield, sfuggito in precedenza ad un arresto per un suo grave errore procedurale che non si è ancora perdonata (episodio 5 della quinta stagione: "La trappola"). Nonostante il parere contrario di Mary Beth, Chris si serve delle informazioni del giovane Hector Estevez che, tempo prima, le aveva rubato l'auto ma con cui è riuscita a stabilire un buon rapporto di complicità e collaborazione. Hector le fornisce notizie utili ed attendibili su chi sarà l'acquirente di Mansfield e su dove avverrà la consegna, in modo da poter cogliere sul fatto il criminale. Un barbone ubriaco si presenta al distretto e denuncia l'omicidio di Leon Tortsky ma non viene creduto da nessuno. Quando la stampa dà risalto all'episodio, Samuels va su tutte le furie e ordina a Isbecki e Petrie di fare chiarezza. Si scopre che un tal Polonais ha allestito tutta una messa in scena per dare pubblicità alla sua ultima commedia intitolata "The man who shot Trotsky". Harvey e Mary Beth faticano a trovare un paio d'ore da passare insieme in intimità.

## Un misterioso suicidio
- Titolo originale: Exit stage center
- Diretto da: James Frawley
- Scritto da: Steve Johnson e Jeff Nelson

### Trama
"Noreen Dixon era all'apice della sua carriera e aveva milioni di ammiratori sparsi in tutto il mondo. Quale motivo avrebbe avuto per uccidersi?"
Il cadavere della celebre attrice Noreen Dixon viene trovato sul palcoscenico del teatro dove si stava allestendo il suo nuovo spettacolo. All'apparenza sembrerebbe un suicidio, anche perché nella tasca di Noreen viene trovato un biglietto d'addio. La tesi non convince Mary Beth, visibilmente scossa dalla notizia, anche perché da sempre grande fan dell'attrice. Nel corso delle indagini si scopre che Noreen aveva un pessimo carattere ed era detestata da tutti i suoi collaboratori e colleghi, ognuno con un buon motivo per ucciderla. Samuels chiede a Chris di trovargli una signora che possa accompagnarlo all'inaugurazione del ristorante del figlio maggiore. Mary Beth chiacchierando con Harvey scopre con disappunto che il marito, a 16 anni, ha avuto un matrimonio lampo con una coetanea, annullato dopo un solo giorno.

## Capitalismo
- Titolo originale: Capitalism
- Diretto da: Alexander Singer
- Scritto da: Frederick Rappaport

### Trama
"I soldi erano tutto, la famiglia niente. Come tutti voi qui in America, non è così?"
Harvey è sotto pressione per i ritardi nei lavori del suo nuovo cantiere, dovuti a condizioni climatiche assai sfavorevoli. L'uomo teme di aver fatto il passo più lungo della gamba ma Mary Beth, pur preoccupata, tenta di infondergli nuova fiducia. Cagney e Lacey indagano sull'omicidio di un avvocato per l'immigrazione molto stimato. All'apparenza il movente sembra economico, soprattutto quando le indagini portano sulle tracce di un debitore della vittima, il cambogiano Tamuk Lampoll. Chris è anche impegnata nella vendita della sua spider decappottabile giallo canarino che però avrebbe prima bisogno di un'approfondita revisione. La donna si fa convincere da un meccanico di fiducia ad un utilizzo originale dell'automezzo.

## Missione in California
- Titolo originale: Extradition
- Diretto da: Charles S. Dubin
- Scritto da: Kathryn Ford e Bob Rosenfarb

### Trama
"Queste cose non capitano mica tutti i giorni. Non pensi ai raggi di sole, alle palme, ai bei maschietti abbronzati..."
Cagney e Lacey devono volare a Los Angeles per riportare a New York l'imputato Evan Stevens, arrestato da Mary Beth 8 anni prima. Stevens non ha mai pagato la cauzione e verrà incriminato per rapina a mano armata. La missione dovrebbe essere molto rapida, ma Stevens fa perdere le sue tracce di frequente, complicando non poco il lavoro delle due poliziotte, le quali benché non autorizzate ad agire in quanto fuori dalla loro giurisdizione, si occupano comunque delle indagini. Chris si incontra con il fratello Brian, che vive in una lussuosa villa con piscina e vista sulla vallata, ed entra subito in sintonia con la nipote Brigit, che si è presa una pausa dagli studi. Chris si scontra con Brian su metodi educativi differenti.

## Pericolo nucleare
- Titolo originale: A Safe Place
- Diretto da: Alexander Singer
- Scritto da: Georgia Jeffries

## Un cittadino modello
- Titolo originale: Model Citizen
- Diretto da: Jeffrey Hayden
- Scritto da: Hannah Louise Shearer e Patricia Green

## Tiro al bersaglio
- Titolo originale: Parting Shots
- Diretto da: Georg Stanford Brown
- Scritto da: Liz Coe